# ماریون بیلی
ماریون بیلی (انگلیسی: Marion Bailey؛ زادهٔ ۵ مهٔ ۱۹۵۱) بازیگر اهل بریتانیا است.
از فیلم‌ها یا برنامه‌های تلویزیونی که وی در آن نقش داشته‌است می‌توان به ورا دریک، همه یا هیچ، آقای ترنر، تاج، پوآرو، پیترلو، بانویی در ون، متفقین، تلفات، آدمکشان میدسامر، شهر هالبی و انسان بودن اشاره کرد.